# Арусеи, Пенина
Пенина Арусеи Джероп — кенийская легкоатлетка, бегунья на длинные дистанции.
Международную карьеру начала с победы на 10-мильном пробеге Dam tot Damloop. Победительница Берлинского полумарафона 2008 года. На Олимпийских играх 2008 года заняла 18-е место на дистанции 10 000 метров. Двукратный призёр чемпионата по полумарафону 2010 года, 1-е место в командном первенстве и 3-е место в личном зачёте. Победительница Лиссабонского марафона 2010 года с результатом 1:08.38. В 2011 году выиграла Парижский полумарафон.
4 марта 2012 года заняла 2-ем ест на Парижском полумарафоне с результатом 1:08.12.
24 мая 2014 года заняла 5-е место на полумарафоне в городе Карловы Вары — 1:13.04.

## Личные рекорды
- 5000 метров — 15.42,20
- 10 000 метров — 30.57,80
- Полумарафон — 1:07.48
- Марафон — 2:27.17